# Blussans
Blussans é uma comuna francesa na região administrativa de Borgonha-Franco-Condado, no departamento de Doubs. Estende-se por uma área de 8,04 km². Em 2010 a comuna tinha 195 habitantes (densidade: 24,3 hab./km²).